# نظرية النموذج المعياري
نظرية النموذج المعياري أو نظرية النمذجة القياسية (بالإنجليزية: Standard model)‏ هي نظرية في فيزياء الجسيمات تقوم على وصف دقيق لثلاث قوى أساسية في الطبيعة هي: القوى النووية الضعيفة والقوى النووية القوية والقوى الكهرومغناطيسية. كما تقوم بوصف مجال هيغز الذي يعطي للجسيمات الأولية كتلتها وتصف الجسيمات الأولية التي تدخل في تركيب المادة.
تم تطوير هذه النظرية بين 1973 و1974 كأحد نظريات الحقل الكمومي المتوافقة مع نظرية النسبية الخاصة وميكانيكا الكم، ولهذا تؤكد جميع التجارب المجراة صدق تنبؤات هذه النظرية، إلا أن النقص الأساسي في هذه النظرية يكمن في عدم احتوائها على القوة الأساسية الرابعة (قوة الثقالة) أو الجاذبية.
فكل جهود الفيزياء النظرية الآن تنصب على صياغة نظرية كاملة تنبع منها القوى الأساسية الأربع بما فيها قوة الثقالة؛ فعملية إدخال النظرية النسبية العامة التي تعالج الثقالة مع ميكانيكا الكم تعد من أهم المعضلات التي تواجه الفيزياء الحديثة ولكن هذه المشكلة تم حلها نظريا عن طريق نظرية الأوتار الفائقة التي تشرح الكون على أحجام أصغر من حجم الجسيمات الأولية المعلومة في النموذج العياري (نظرية النموذج العياري).

## النموذج العياري لفيزياء الجسيمات
النموذج العياري يتضمن نوعين من الجسيمات الأولية:فرميونية وبوزونية. الفرميونات عبارة عن جسيمات لها عزما مغزليا يساوي 1/2 وتخضع لمبدأ باولي في الاستبعاد، الذي ينص على أنه لا يمكن لفرميونين أن يتشاركا في الحالة الكمومية ذاتها (الحالة الكمومية هي وصف حالة الإلكترون رياضيا من حيث اعداد الكم الاربعة وهي 1.عدد كم رئيسي 2.عدد كم مداري أو الثانوى 3.عدد كم مغناطيسي 4.عدد كم مغزلي)، ونجد على سبيل المثال أن إلكترونين في الذرة المشتركان في عدد كم الرئيسي وعدد كم الثانوي وعدد كم المغناطيسي يتخذ أحدهما الحالة المغزلية الكمومية + 1\2 ويتخذ الإلكترون الآخر الحالة المغزلية الكمومية -1\2 لاختلاف اتجاهما في المدار الواحد. وبالمقابل تملك البوزونات لف مغزلي أو عدد كم المغزلى صحيحا (عزمها المغزلي = 0 أو 1) ولاتخضع لمبدأ باولي بالاستبعاد. بعبارة أخرى الفرميونات جسيمات مادية تشكل أساس المادة، في حين أن البوزونات هي الجسيمات التي تنقل القوى الثلاث، مثل الفوتونات التي تحمل القوة الكهرومغناطيسية.
في النموذج العياري، تندمج نظرية التآثر الإلكتروني-الضعيف (القوة الإلكترونية الضعيفة) التي تصف (التآثرات الضعيفة والكهرطيسية) مع نظرية الكروموديناميك الكمومي. جميع هذه النظريات هي نظريات مقياسية (gauge theories)، أي أنها تعدّ نموذجا للقوى بين الفرميونات بمزاوجتهم مع البوزونات التي تتوسط (تحمل) القوى المتبادلة بين الجسيمات المادية.
يكون اللاغرانغي (Lagrangian) لكل مجموعة من البوزونات الوسيطة لامتباينا بالنسبة لتحويل يدعى التحويل المقياسي (gauge transformation)، لذلك يشار للبوزونات الوسيطة الحاملة للقوى (mediating bosons) بالبوزونات الغَيجية (gauge boson).
في أوائل أبريل 2011 أكدت نتائج مصادم الهدرونات الكبير اكتشاف سابقه، تيفاترون التي كان قد لاحظها عام 2008. وجد العلماء أن الكوارك العلوي وهو الكوارك الأثقل بين الكواركات الستة يتصرف على نحو شاذ عند الطاقات العليا (فوق 450 غيغا إلكترون فولت) حيث أن 45% من الكواركات العلوية تعبر مسار حزمة البروتونات بينما المتوقع 9%. إن صحت هذه التأكيدات فإن العلماء بذلك قد اكتشفوا قوة أساسية جديدة إضافة للقوى الأربعة المألوفة مسؤولة عن تآثر الكواركات العلوية وهذا يستدعي إعادة نمذجة النموذج العياري.

## تصنيف الجسيمات في النموذج القياسى

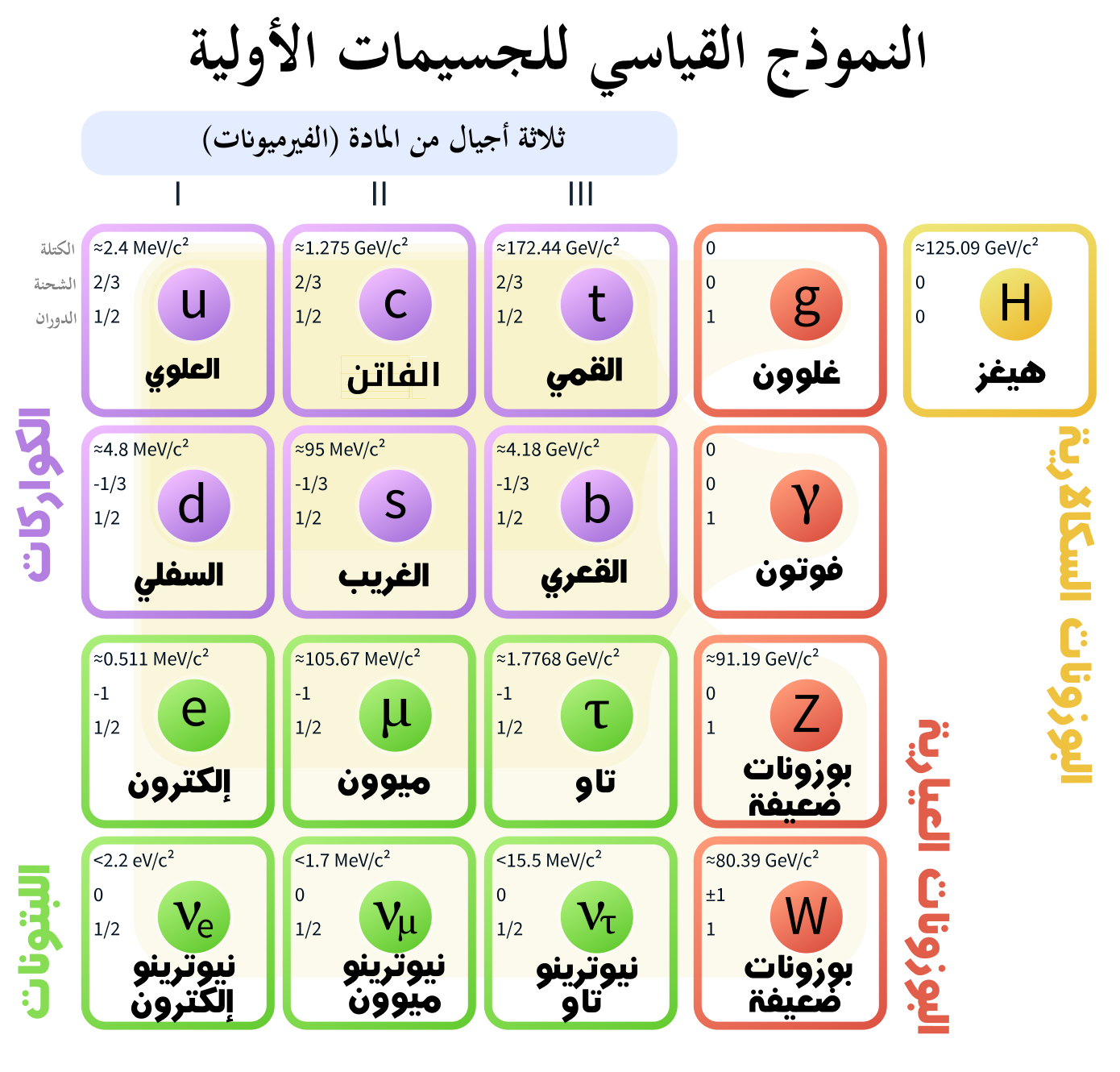
الجسيمات الأولية في النموذج المعياري

تنقسم الجسيمات الاولية بشكل أساسي إلى الفرميونات و الليبتونات.
تنقسم الفرميونات بدورها إلى شقين اولهم الكواركات والتي تتكون من 6 جسيمات منها الكوارك العلوي والكوارك السفلي والكوارك الساحر والكوارك الغريب وأيضا الكوارك القمي والكوارك القعري. نطلق على كل عمود موجود بالجدول اسم الجيل الأول والثاني والثالث بالترتيب من اليسار إلى اليمين. وتنقسم الليبتونات بدورها إلى ستة جسيمات وهي الإلكترون (إلكترون) والميون (ميوون) والتاو (تاوون) وأيضا النيوترينو الالكترونى وهو ما يدعى بالنيوترينو الطبيعى (إلكترون نيوترينو) والنيوترينو الميون (ميوون نيترينو) والنيوترينو التاو (تاو نيترينو).
تتميز الفرميونات بخواص من أهمها أن جميع الفرميونات لها شحنة وتتاثر بالحقل المغناطيسى ما عدا النيوترونات ليس لها شحنة ولا تتاثر بالحقل المغناطيسى
تنقسم الجسيمات الأولية أيضا إلى أربع بوزونات وهي تعدّ حاملات القوى الطبيعبة، ومنها:
1. بداية ببوزون بالقوى النووية القوية وهو الغلوون بوزون (غلوون) وهو القوة المسئول عن تغير لون الكوارك ولون الكوارك ما هو الا خاصيه للكواركات فقط ويطلق على هذه الخصية اسم الشحنة اللونية وتفسرها نظرية ديناميكا لونية كمومية
2. بوزون القوة النووية الضعيفة هو z و -w و +w وهم يتفاعلوا مع جميع الفرميونات والفوتون
3. بوزون القوة الكهرومغنطيسية هو الفوتون ويتفاعل مع جميع الجسيمات التي لديها شحنة ماعدا الغلوون والهيغز بوزون لعدم حملها لشحنة كهربية
4. بوزون الجاذبية ويطلق عليه اسم الجرافيتون وحتى الآن على الرغم من ان اكتشافنا للبوزونات الباقية يجعلنا نتنبا بوجود بوزون للجاذبية وحاليا يعدّ اكتشافه كارثة نظرا إلى ان ميكانيكا الكم لا تتوافق مع الجاذبية على الرغم انها صحيحة حتى الآن

5. يوجد بوزون خامس تم اكتشافة عام 2012 يطلق عليه اسم الهيغز بوزون مما يجعلنا متاكدون من وجود حقل هيغز الذي يفسر وجود الكتلة للجسيمات

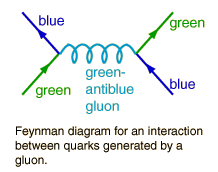

## نماذج الفيزياء بجانب النموذج الافتراضي
يمكن للنموذج القياسي لفيزياء الجسيمات أن يشرح تقريبًا جميع مشاهدات فيزياء الجسيمات التي درست حتى الآن. ومع ذلك ، فهو غير مكتمل لأنه لا يصف تفاعل الجاذبية على الإطلاق. بالإضافة إلى ذلك ، هناك أيضًا بعض الأسئلة المفتوحة في فيزياء الجسيمات التي لا يستطيع النموذج القياسي حلها ، مثل على سبيل المثال مشكلة التسلسل الهرمي وتوحيد القوى الأساسية الثلاث. الكتلة غير الصفرية للـ النيوترينو ، والتي تم تأكيدها منذ ذلك الحين ، تتجاوز أيضًا نظرية النموذج القياسي.
هناك عدد كبير من النماذج المقترحة البديلة ، والتي على أساسها لا يتم توسيع النموذج القياسي المعمول به إلا من خلال مناهج أخرى من أجل التمكن من وصف بعض المشكلات بشكل أفضل دون تغيير أساسها. أفضل الأساليب المعروفة للنماذج الجديدة هي محاولات توحيد التفاعلات الثلاثة التي تحدث في النموذج القياسي في نظرية التوحيد الكبير Grand Unified Theory (GUT). غالبًا ما تشتمل هذه النماذج أيضًا على التناظر الفائق ، وهو تناظر بين بوزون وفرميونات. تفترض هذه النظريات أن كل جسيم من جسيمات النموذج المعياري الشريكة لها دوران مختلف عن الجسيم الأصلي ، ولا يمكن اكتشاف أي منها حتى الآن. نهج آخر لتوسيع النموذج القياسي ينتج عنه نظريات الجاذبية الكمية. تتضمن هذه الأساليب ، على سبيل المثال ، نظرية الأوتار n ، والتي تحتوي أيضًا على نماذج GUT ، و الجاذبية الكمية الحلقية.
على الرغم من الاسم ، لا ينبغي الخلط بين النماذج الملموسة لتمديدات النموذج القياسي والمصطلح التقني ملحق النموذج القياسي (ملحق النموذج القياسي ، SME). يصف ملحق النموذج القياسي مخططًا عامًا لتقييم أي انتهاكات للتماثلات الأساسية للنموذج القياسي ، مثل CPT وثبات لورينز Lorentz-Invariance.

## اقرأ أيضا
- نموذج عياري فائق التناظر الأصغر